# Список стран и территорий по количеству сухопутных границ
Ниже представлен список стран и территорий, отсортированный по количеству сухопутных границ. В геополитике понятие «сухопутная граница» означает, что граница может также проходить по рекам и озёрам, но не по морям и океанам. В большинстве случаев данные взяты из «Всемирной книги фактов ЦРУ (2022—2023)».
Страны или территории, которые соединены только искусственными сооружениями, такими как мосты, дамбы или тоннели, не считаются имеющими сухопутные границы друг с другом; об этом см. раздел «Искусственные пограничные переходы».
Частично признанные государства указаны курсивом.

## Список

### 10—14 стран-соседей
| Страна                                 | Длина сухопутной границы, км | Количество стран-соседей | Страны-соседи и длина границ с ними, км | Статья о границах страны |
| -------------------------------------- | ---------------------------- | ------------------------ | --- | ------------------------ |
| Китай                                  | 22 147                       | 14                       | Афганистан: 76 Бутан: 470 Индия (3): 3380 Казахстан: 1533 Северная Корея: 1416 Кыргызстан: 858 Лаос: 423 Монголия: 4677 Мьянма: 2185 Непал: 1236 Пакистан: 523 Россия (2): 3645 Таджикистан: 414 Вьетнам: 1281 | Границы Китая            |
| Россия                                 | 20 017                       | 14                       | Азербайджан: 284 Белоруссия (2): 959 Китай (2): 3645 Эстония: 294 Финляндия: 1340 Грузия: 723 Казахстан: 6846 Северная Корея: 19 Латвия: 217 Литва: 227 Монголия: 3485 Норвегия: 196 Польша: 206 Украина: 1576 | Границы России           |
| Франция (включая Заморские территории) | 4082                         | 11                       | Андорра: 56,6 Бельгия: 620 Бразилия: 673 Германия: 451 Италия: 488 Люксембург: 73 Монако: 4,4 Нидерланды: 10,2 Испания (3): 623 Суринам: 510 Швейцария: 573                                                    | Границы Франции          |
| Бразилия                               | 14 691                       | 10                       | Аргентина: 1224 Боливия: 3400 Колумбия: 1643 Гвиана (Франция): 673 Гайана: 1119 Парагвай: 1290 Перу: 1560 Суринам: 597 Уругвай: 985 Венесуэла: 2200                                                            | Границы Бразилии         |

### 8—9 стран-соседей
| Страна   | Длина сухопутной границы, км | Количество стран-соседей | Страны-соседи и длина границ с ними, км                                                                                                | Статья о границах страны |
| -------- | ---------------------------- | ------------------------ | --- | ------------------------ |
| ДРК      | 10 730                       | 9                        | Ангола (2): 2511 Бурунди: 233 ЦАР: 1577 Республика Конго: 2410 Руанда: 217 Южный Судан: 628 Танзания: 459 Уганда: 765 Замбия: 1930     | Границы ДРК              |
| Германия | 3621                         | 9                        | Австрия: 784 Бельгия (6): 167 Чехия: 815 Дания: 68 Франция: 451 Люксембург: 138 Нидерланды: 577 Польша: 456 Швейцария (2): 334         | Границы Германии         |
| Австрия  | 2562                         | 8                        | Чехия: 362 Германия: 784 Венгрия: 366 Италия: 430 Лихтенштейн: 34 Словакия: 91 Словения: 330 Швейцария (2): 164                        | География Австрии        |
| Сербия   | 2027                         | 8                        | Босния и Герцеговина (2): 302 Болгария: 318 Хорватия: 241 Венгрия: 151 Косово: 352 Черногория: 124 Северная Македония: 62 Румыния: 476 | Границы Сербии           |
| Танзания | 3861                         | 8                        | Бурунди: 451 ДРК: 459 Кения: 769 Малави: 475 Мозамбик: 756 Руанда: 217 Уганда: 396 Замбия: 338                                         | География Танзании       |
| Турция   | 2648                         | 8                        | Армения: 268 Азербайджан: 9 Болгария: 240 Грузия: 252 Греция: 206 Иран: 499 Ирак: 352 Сирия (2): 822                                   | География Турции         |
| Замбия   | 5667                         | 8                        | Ангола: 1110 Ботсвана: 0,15 ДРК: 1930 Малави: 837 Мозамбик: 419 Намибия: 233 Танзания: 338 Зимбабве: 797                               | Границы Замбии           |

### 7 стран-соседей
| Страна            | Длина сухопутной границы, км | Страны-соседи и длина границ с ними, км                                                                 | Статья о границах страны  |
| ----------------- | ---------------------------- | --- | ------------------------- |
| Алжир             | 6470                         | Ливия: 982 Мали: 1376 Мавритания: 463 Марокко: 1559 Нигер: 956 Тунис: 1010 Западная Сахара: 42          | География Алжира          |
| Венгрия           | 2171                         | Австрия: 366 Хорватия: 329 Румыния: 443 Сербия: 151 Словакия: 677 Словения: 102 Украина: 103            | Границы Венгрии           |
| Иран              | 5440                         | Афганистан: 936 Армения: 35 Азербайджан (2): 611 Ирак: 1458 Пакистан: 909 Турция: 499 Туркменистан: 992 | Границы Ирана             |
| Мали              | 7243                         | Алжир: 1376 Буркина-Фасо: 1000 Кот-д’Ивуар: 532 Гвинея: 858 Мавритания: 2237 Нигер: 821 Сенегал: 419    | География Мали            |
| Нигер             | 5697                         | Алжир: 956 Бенин: 266 Буркина-Фасо: 628 Чад: 1175 Ливия: 354 Мали: 821 Нигерия: 1497                    | География Нигера          |
| Польша            | 2788                         | Белоруссия: 407 Чехия: 658 Германия: 456 Литва: 91 Россия: 206 Словакия: 444 Украина: 526               | Границы Польши            |
| Саудовская Аравия | 4431                         | Ирак: 814 Иордания: 744 Кувейт: 222 Оман: 676 Катар: 60 ОАЭ: 457 Йемен: 1458                            | Границы Саудовской Аравии |
| Судан             | 6764                         | ЦАР: 483 Чад: 1360 Египет: 1273 Эритрея: 605 Эфиопия: 723 Ливия: 383 Южный Судан: 1937                  | География Судана          |
| Украина           | 4663                         | Белоруссия: 891 Венгрия: 103 Молдавия: 939 Польша: 526 Румыния (2): 531 Россия: 1576 Словакия: 97       | Границы Украины           |

### 6 стран-соседей
| Страна       | Длина сухопутной границы, км | Страны-соседи и длина границ с ними, км                                                      | Статья о границах страны |
| ------------ | ---------------------------- | -------------------------------------------------------------------------------------------- | ------------------------ |
| Индия        | 14 209                       | Бангладеш (↗): 4053 Бутан: 605 Китай (3): 3380 Мьянма: 1463 Непал: 1690 Пакистан: 2912       | Границы Индии            |
| Афганистан   | 5529                         | Китай: 76 Иран: 935 Пакистан: 2430 Таджикистан: 1206 Туркменистан: 744 Узбекистан: 144       | География Афганистана    |
| Буркина-Фасо | 3193                         | Бенин: 306 Кот-д’Ивуар: 584 Гана: 549 Мали: 1000 Нигер: 628 Того: 126                        | География Буркина-Фасо   |
| Камерун      | 4591                         | ЦАР: 797 Чад: 1094 Республика Конго: 523 Экваториальная Гвинея: 189 Габон: 289 Нигерия: 1690 | Границы Камеруна         |
| ЦАР          | 5213                         | Камерун: 797 Чад: 1197 ДРК: 1577 Республика Конго: 467 Южный Судан: 682 Судан: 483           | География ЦАР            |
| Чад          | 5968                         | Камерун: 1094 ЦАР: 1197 Ливия: 1055 Нигер: 1175 Нигерия: 87 Судан: 1360                      | География Чада           |
| Эфиопия      | 5328                         | Джибути: 342 Эритрея: 912 Кения: 861 Сомали: 1600 Южный Судан: 883 Судан: 723                | География Эфиопии        |
| Гвинея       | 3399                         | Кот-д’Ивуар: 610 Гвинея-Бисау: 386 Либерия: 563 Мали: 858 Сенегал: 330 Сьерра-Леоне: 652     | География Гвинеи         |
| Ирак         | 3650                         | Иран: 1458 Иордания: 181 Кувейт: 240 Саудовская Аравия: 814 Сирия: 605 Турция: 352           | География Ирака          |
| Италия       | 1932                         | Австрия: 430 Франция: 488 Сан-Марино: 39 Словения: 232 Швейцария (2): 740 Ватикан: 3,2       | Границы Италии           |
| Ливия        | 4348                         | Алжир: 982 Чад: 1055 Египет: 1115 Нигер: 354 Судан: 383 Тунис: 459                           | Границы Ливии            |
| Мозамбик     | 4571                         | Эсватини: 105 Малави: 1569 ЮАР (2): 491 Танзания: 756 Замбия: 419 Зимбабве: 1231             | Границы Мозамбика        |
| ЮАР          | 4862                         | Ботсвана: 1840 Эсватини: 430 Лесото: 909 Мозамбик (2): 491 Намибия: 967 Зимбабве: 225        | География ЮАР            |
| Южный Судан  | 4797                         | ЦАР: 682 ДРК: 628 Эфиопия: 883 Кения: 232 Судан: 1937 Уганда: 435                            | География Южного Судана  |

### 5 стран-соседей
| Страна             | Длина сухопутной границы, км | Страны-соседи и длина границ с ними, км                                                                               | Статья о границах страны     |
| ------------------ | ---------------------------- | --- | ---------------------------- |
| Аргентина          | 9665                         | Боливия: 832 Бразилия: 1224 Чили (2): 5300 Парагвай: 1880 Уругвай: 579                                                | Границы Аргентины            |
| Азербайджан        | 2013                         | Армения (6): 787 Грузия: 322 Иран (2): 432 Россия: 284 Турция: 9                                                      | Границы Азербайджана         |
| Белоруссия         | 2900                         | Латвия: 141 Литва: 502 Польша: 407 Россия (2): 959 Украина: 891                                                       | Границы Белоруссии           |
| Боливия            | 6743                         | Аргентина: 832 Бразилия: 3400 Чили: 861 Парагвай: 750 Перу: 900                                                       | Границы Боливии              |
| Болгария           | 1808                         | Греция: 494 Северная Македония: 148 Румыния: 608 Сербия: 318 Турция: 240                                              | Границы Болгарии             |
| Колумбия           | 6004                         | Бразилия: 1643 Эквадор: 590 Панама: 225 Перу: 1496 Венесуэла: 2050                                                    | География Колумбии           |
| Республика Конго   | 5504                         | Ангола: 201 Камерун: 523 ЦАР: 467 ДРК: 2410 Габон: 1903                                                               | География Республики Конго   |
| Кот-д’Ивуар        | 3110                         | Буркина-Фасо: 584 Гана: 668 Гвинея: 610 Либерия: 716 Мали: 532                                                        | География Кот-д’Ивуара       |
| Хорватия           | 2197                         | Босния и Герцеговина (2): 932 Венгрия: 329 Черногория: 25 Сербия: 241 Словения: 670                                   | Границы Хорватии             |
| Израиль            | 1017                         | Египет: 266 Сектор Газа (Палестина): 51 Иордания: 238 Ливан: 79 Сирия: 76 Западный берег реки Иордан (Палестина): 307 | Границы Израиля              |
| Иордания           | 1635                         | Ирак: 181 Израиль: 238 Саудовская Аравия: 744 Сирия: 375 Западный берег реки Иордан (Палестина): 97                   | Границы Иордании             |
| Казахстан          | 12 012                       | Китай: 1533 Кыргызстан: 1051 Россия: 6846 Туркменистан: 379 Узбекистан: 2203                                          | География Казахстана         |
| Кения              | 3477                         | Эфиопия: 861 Сомали: 682 Южный Судан: 232 Танзания: 769 Уганда: 933                                                   | Границы Кении                |
| Лаос               | 5083                         | Камбоджа: 541 Китай: 423 Мьянма: 235 Таиланд: 1754 Вьетнам: 2130                                                      | География Лаоса              |
| Черногория         | 625                          | Албания: 172 Босния и Герцеговина: 225 Хорватия: 25 Косово: 79 Сербия: 124                                            | Границы Черногории           |
| Мьянма             | 5876                         | Бангладеш: 193 Китай: 2185 Индия: 1463 Лаос: 235 Таиланд: 1800                                                        | География Мьянмы             |
| Северная Македония | 766                          | Албания: 151 Болгария: 148 Греция: 246 Косово: 159 Сербия: 62                                                         | География Северной Македонии |
| Перу               | 5536                         | Боливия: 900 Бразилия: 1560 Чили: 160 Колумбия: 1496 Эквадор: 1420                                                    | Границы Перу                 |
| Румыния            | 2508                         | Болгария: 608 Венгрия: 443 Молдавия: 450 Сербия: 476 Украина (2): 531                                                 | География Румынии            |
| Сенегал            | 2640                         | Гамбия: 740 Гвинея: 330 Гвинея-Бисау: 338 Мали: 419 Мавритания: 813                                                   | География Сенегала           |
| Словакия           | 1524                         | Австрия: 91 Чехия: 215 Венгрия: 677 Польша: 444 Украина: 97                                                           | География Словакии           |
| Испания            | 1918                         | Андорра: 63,7 Франция (3): 623 Гибралтар (Великобритания): 1,2 Португалия: 1214 Марокко (3): 17                       | Границы Испании              |
| Швейцария          | 1852                         | Австрия (2): 164 Франция: 573 Италия (2): 740 Лихтенштейн: 41 Германия (2): 334                                       | География Швейцарии          |
| Сирия              | 2253                         | Ирак: 605 Израиль: 76 Иордания: 375 Ливан: 375 Турция (2): 822                                                        | География Сирии              |
| Уганда             | 2698                         | ДРК: 765 Кения: 933 Руанда: 169 Южный Судан: 435 Танзания: 396                                                        | Границы Уганды               |
| Узбекистан         | 6221                         | Афганистан: 137 Казахстан: 2203 Кыргызстан (6): 1099 Таджикистан (2): 1161 Туркменистан: 1621                         | Границы Узбекистана          |

### 4 страны-соседа
| Страна       | Длина сухопутной границы, км | Страны-соседи и длина границ с ними, км                                              | Статья о границах страны |
| ------------ | ---------------------------- | ------------------------------------------------------------------------------------ | ------------------------ |
| Албания      | 720                          | Греция: 282 Косово: 112 Северная Македония: 151 Черногория: 172                      | Границы Албании          |
| Ангола       | 5198                         | ДРК (2): 2511 Республика Конго: 201 Намибия: 1376 Замбия: 1110                       | Границы Анголы           |
| Армения      | 1254                         | Азербайджан (6): 787 Грузия: 164 Иран: 35 Турция: 268                                | География Армении        |
| Бельгия      | 1385                         | Франция: 620 Германия (6): 167 Люксембург: 148 Нидерланды (31): 450                  | Границы Бельгии          |
| Бенин        | 1989                         | Буркина-Фасо: 306 Нигер: 266 Нигерия: 773 Того: 644                                  | Границы Бенина           |
| Ботсвана     | 4015                         | Намибия: 1360 ЮАР: 1840 Замбия: 0,15 Зимбабве: 813                                   | Границы Ботсваны         |
| Чехия        | 1881                         | Австрия: 362 Германия: 815 Польша: 658 Словакия: 215                                 | География Чехии          |
| Египет       | 2665                         | Сектор Газа (Палестина): 11 Израиль: 266 Ливия: 1115 Судан: 1273                     | Границы Египта           |
| Грузия       | 1461                         | Армения: 164 Азербайджан: 322 Россия: 723 Турция: 252 Абхазия: 141 Южная Осетия: 334 | География Грузии         |
| Греция       | 1228                         | Албания: 282 Болгария: 494 Турция: 206 Северная Македония: 246                       | Границы Греции           |
| Гватемала    | 1687                         | Белиз: 266 Сальвадор: 203 Гондурас: 256 Мексика: 962                                 | Границы Гватемалы        |
| Косово       | 701                          | Албания: 112 Черногория: 79 Северная Македония: 159 Сербия: 352                      | География Косова         |
| Кыргызстан   | 3878                         | Китай: 858 Казахстан: 1051 Таджикистан (3): 870 Узбекистан (6): 1099                 | Границы Кыргызстана      |
| Латвия       | 1150                         | Белоруссия: 141 Эстония: 339 Литва: 453 Россия: 217                                  | Границы Латвии           |
| Литва        | 1273                         | Белоруссия: 502 Латвия: 453 Польша: 91 Россия: 227                                   | География Литвы          |
| Мавритания   | 5074                         | Алжир: 463 Мали: 2237 Сенегал: 813 Западная Сахара: 1561                             | География Мавритании     |
| Намибия      | 3936                         | Ангола: 1376 Ботсвана: 1360 ЮАР: 967 Замбия: 233                                     | Границы Намибии          |
| Нигерия      | 4047                         | Бенин: 773 Камерун: 1690 Чад: 87 Нигер: 1497                                         | Границы Нигерии          |
| Пакистан     | 6774                         | Афганистан: 2430 Индия: 2912 Иран: 909 Китай: 523                                    | Границы Пакистана        |
| Руанда       | 893                          | Бурунди: 290 ДРК: 217 Танзания: 217 Уганда: 169                                      | Границы Руанды           |
| Словения     | 1334                         | Австрия: 330 Хорватия: 670 Италия: 232 Венгрия: 102                                  | География Словении       |
| Таджикистан  | 3651                         | Афганистан: 1206 Китай: 414 Кыргызстан (3): 870 Узбекистан (2): 1161                 | География Таджикистана   |
| Таиланд      | 4863                         | Камбоджа: 803 Лаос: 1754 Малайзия: 506 Мьянма: 1800                                  | Границы Таиланда         |
| Туркменистан | 3736                         | Афганистан: 744 Иран: 992 Казахстан: 379 Узбекистан: 1621                            | Границы Туркменистана    |
| Зимбабве     | 3066                         | Ботсвана: 813 Мозамбик: 1231 ЮАР: 225 Замбия: 797                                    | География Зимбабве       |

### 3 страны-соседа
| Страна                                                         | Длина сухопутной границы, км | Страны-соседи и длина границ с ними, км                           | Статья о границах страны       |
| -------------------------------------------------------------- | ---------------------------- | ----------------------------------------------------------------- | ------------------------------ |
| Босния и Герцеговина                                           | 1459                         | Хорватия (2): 932 Черногория: 225 Сербия (2): 302                 | География Боснии и Герцеговины |
| Бурунди                                                        | 974                          | ДРК: 233 Руанда: 290 Танзания: 451                                | География Бурунди              |
| Камбоджа                                                       | 2572                         | Лаос: 541 Таиланд: 803 Вьетнам: 1228                              | География Камбоджи             |
| Чили                                                           | 6171                         | Аргентина (2): 5300 Боливия: 861 Перу: 160                        | Границы Чили                   |
| Джибути                                                        | 528                          | Эритрея: 125 Эфиопия: 342 Сомалиленд: 61                          | География Джибути              |
| Эритрея                                                        | 1626                         | Джибути: 125 Эфиопия: 912 Судан: 605                              | География Эритреи              |
| Финляндия                                                      | 2690                         | Норвегия: 736 Швеция (2): 614 Россия: 1340                        | Границы Финляндии              |
| Габон                                                          | 2551                         | Камерун: 298 Республика Конго: 1903 Экваториальная Гвинея: 350    | География Габона               |
| Гана                                                           | 2094                         | Буркина-Фасо: 549 Кот-д’Ивуар: 668 Того: 877                      | География Ганы                 |
| Гайана                                                         | 2462                         | Бразилия: 1119 Суринам: 600 Венесуэла: 743                        | География Гайаны               |
| Гондурас                                                       | 1520                         | Гватемала: 256 Сальвадор: 342 Никарагуа: 922                      | Границы Гондураса              |
| Индонезия                                                      | 2830                         | Восточный Тимор (2): 228 Малайзия: 1782 Папуа — Новая Гвинея: 820 | Границы Индонезии              |
| Северная Корея                                                 | 1673                         | Китай: 1416 Южная Корея: 238 Россия: 19                           | Границы Северной Кореи         |
| Либерия                                                        | 1585                         | Гвинея: 563 Кот-д’Ивуар: 716 Сьерра-Леоне: 306                    | Границы Либерии                |
| Люксембург                                                     | 359                          | Бельгия: 148 Франция: 73 Германия: 138                            | География Люксембурга          |
| Малави                                                         | 2881                         | Мозамбик: 1569 Танзания: 475 Замбия: 837                          | Границы Малави                 |
| Малайзия                                                       | 3147                         | Бруней (2): 381 Индонезия: 1782 Таиланд: 506                      | Границы Малайзии               |
| Мексика                                                        | 4353                         | Белиз: 250 Гватемала: 962 США: 3141                               | Границы Мексики                |
| Марокко                                                        | 2018                         | Алжир: 1559 Западная Сахара: 443 Испания (3): 17                  | География Марокко              |
| Нидерланды (королевство) (включая Заморские территории)        | 1037                         | Бельгия (31): 450 Германия: 577 Сен-Мартен (Франция): 10,2        | Границы Нидерландов            |
| Норвегия                                                       | 2551                         | Финляндия: 736 Швеция: 1619 Россия: 196                           | География Норвегии             |
| Оман                                                           | 1374                         | Саудовская Аравия: 676 ОАЭ (4): 410 Йемен: 288                    | Границы Омана                  |
| Палестина                                                      | 466                          | Египет: 11 Израиль: 358 Иордания: 97                              | География Палестины            |
| Парагвай                                                       | 3920                         | Аргентина: 1880 Боливия: 750 Бразилия: 1290                       | География Парагвая             |
| Сомали                                                         | 2340                         | Джибути: 61 Эфиопия: 1600 Кения: 682                              | Границы Сомали                 |
| Суринам                                                        | 1707                         | Бразилия: 597 Гвиана (Франция): 510 Гайана: 600                   | Границы Суринама               |
| Того                                                           | 1647                         | Бенин: 644 Буркина-Фасо: 126 Гана: 877                            | Границы Того                   |
| Великобритания (включая Заморские территории и Коронные земли) | 652,2                        | Кипр (5): 152 Ирландия: 499 Испания: 1,2                          | Границы Великобритании         |
| Венесуэла                                                      | 4993                         | Бразилия: 2200 Колумбия: 2050 Гайана: 743                         | Границы Венесуэлы              |
| Вьетнам                                                        | 4639                         | Камбоджа: 1228 Китай: 1281 Лаос: 2130                             | География Вьетнама             |
| Западная Сахара                                                | 2046                         | Алжир: 42 Мавритания: 1561 Марокко: 443                           | География Западной Сахары      |

### 2 страны-соседа
| Страна                | Длина сухопутной границы, км | Страны-соседи и длина границ с ними, км | Статья о границах (географии) страны |
| --------------------- | ---------------------------- | --------------------------------------- | ------------------------------------ |
| Андорра               | 120                          | Франция: 56,6 Испания: 63,7             | Границы Андорры                      |
| Бангладеш             | 4246                         | Индия (2): 4053 Мьянма: 193             | География Бангладеш                  |
| Белиз                 | 516                          | Гватемала: 266 Мексика: 250             | География Белиза                     |
| Бутан                 | 1075                         | Китай: 470 Индия: 605                   | Границы Бутана                       |
| Канада                | 8894                         | США (4): 8893 Дания (Гренландия): 1,2   | Границы Канады                       |
| Коста-Рика            | 639                          | Никарагуа: 309 Панама: 330              | География Коста-Рики                 |
| Дания (королевство)   | 69                           | Германия: 68 Канада: 1,2                | Границы Дании                        |
| Эквадор               | 2010                         | Колумбия: 590 Перу: 1420                | Границы Эквадора                     |
| Сальвадор             | 545                          | Гватемала: 203 Гондурас: 342            | География Сальвадора                 |
| Экваториальная Гвинея | 539                          | Камерун: 189 Габон: 350                 | География Экваториальной Гвинеи      |
| Эстония               | 633                          | Латвия: 339 Россия: 294                 | География Эстонии                    |
| Эсватини              | 535                          | Мозамбик: 105 ЮАР: 430                  | География Эсватини                   |
| Гвинея-Бисау          | 724                          | Гвинея: 386 Сенегал: 338                | География Гвинеи-Бисау               |
| Кувейт                | 462                          | Ирак: 240 Саудовская Аравия: 222        | География Кувейта                    |
| Ливан                 | 454                          | Израиль: 79 Сирия: 375                  | География Ливана                     |
| Лихтенштейн           | 76                           | Австрия: 34 Швейцария: 41               | География Лихтенштейна               |
| Молдавия              | 1389                         | Румыния: 450 Украина: 939               | География Молдавии                   |
| Монголия              | 8220                         | Китай: 4677 Россия: 3485                | География Монголии                   |
| Непал                 | 2926                         | Китай: 1236 Индия: 1690                 | География Непала                     |
| Никарагуа             | 1231                         | Коста-Рика: 309 Гондурас: 922           | География Никарагуа                  |
| Панама                | 555                          | Колумбия: 225 Коста-Рика: 330           | География Панамы                     |
| Сьерра-Леоне          | 958                          | Гвинея: 652 Либерия: 306                | География Сьерра-Леоне               |
| Южная Осетия          | 466                          | Россия: 74 Грузия: 334                  | География Южной Осетии               |
| Швеция                | 2233                         | Финляндия (2): 614 Норвегия: 1619       | Границы Швеции                       |
| Тунис                 | 1469                         | Алжир: 1010 Ливия: 459                  | Границы Туниса                       |
| ОАЭ                   | 867                          | Оман (4): 410 Саудовская Аравия: 457    | География ОАЭ                        |
| США                   | 12 034                       | Канада (4): 8893 Мексика: 3141          | Границы США                          |
| Уругвай               | 1564                         | Аргентина: 579 Бразилия: 985            | География Уругвая                    |
| Йемен                 | 1746                         | Оман: 288 Саудовская Аравия: 1458       | Границы Йемена                       |

### 1 страна-сосед
Основная статья: Список стран, которые граничат только с одной другой страной
| Страна                   | Длина сухопутной границы, км | Страна-сосед             | Статья о географии страны          |
| ------------------------ | ---------------------------- | ------------------------ | ---------------------------------- |
| Бруней                   | 381                          | Малайзия                 | География Брунея                   |
| Кипр                     | 152                          | Великобритания (5)       | География Кипра                    |
| Доминиканская Республика | 360                          | Гаити                    | География Доминиканской Республики |
| Восточный Тимор          | 228                          | Индонезия (2)            | География Восточного Тимора        |
| Гамбия                   | 740                          | Сенегал                  | География Гамбии                   |
| Гаити                    | 360                          | Доминиканская Республика | География Гаити                    |
| Гонконг                  | 30                           | Китай                    | Территориальная граница Гонконга   |
| Ирландия                 | 499                          | Великобритания           | География Ирландии                 |
| Южная Корея              | 238                          | Северная Корея           | География Южной Кореи              |
| Лесото                   | 909                          | ЮАР                      | География Лесото                   |
| Макао                    | 0,34                         | Китай                    | География Макао                    |
| Монако                   | 4,4                          | Франция                  | География Монако                   |
| Папуа — Новая Гвинея     | 820                          | Индонезия                | География Папуа — Новой Гвинеи     |
| Португалия               | 1214                         | Испания                  | География Португалии               |
| Катар                    | 60                           | Саудовская Аравия        | География Катара                   |
| Сан-Марино               | 39                           | Италия                   | География Сан-Марино               |
| Ватикан                  | 3,2                          | Италия                   | География Ватикана                 |

### Страны, не имеющие ни одной сухопутной границы
- Антигуа и Барбуда
- Австралия
- Багамские Острова
- Бахрейн
- Барбадос
- Кабо-Верде
- Коморы
- Куба
- Доминика
- Фиджи
- Гренада
- Исландия
- Ямайка
- Япония
- Кирибати
- Мадагаскар
- Мадейра (Португалия)
- Мальдивы
- Мальта
- Маршалловы Острова
- Маврикий
- Федеративные Штаты Микронезии
- Науру
- Новая Зеландия
- Палау
- Филиппины
- Сент-Китс и Невис
- Сент-Люсия
- Сент-Винсент и Гренадины
- Самоа
- Сан-Томе и Принсипи
- Сейшельские Острова
- Сингапур[46]
- Соломоновы Острова
- Шри-Ланка[47]
- Тайвань
- Тонга
- Тринидад и Тобаго
- Тувалу
- Вануату

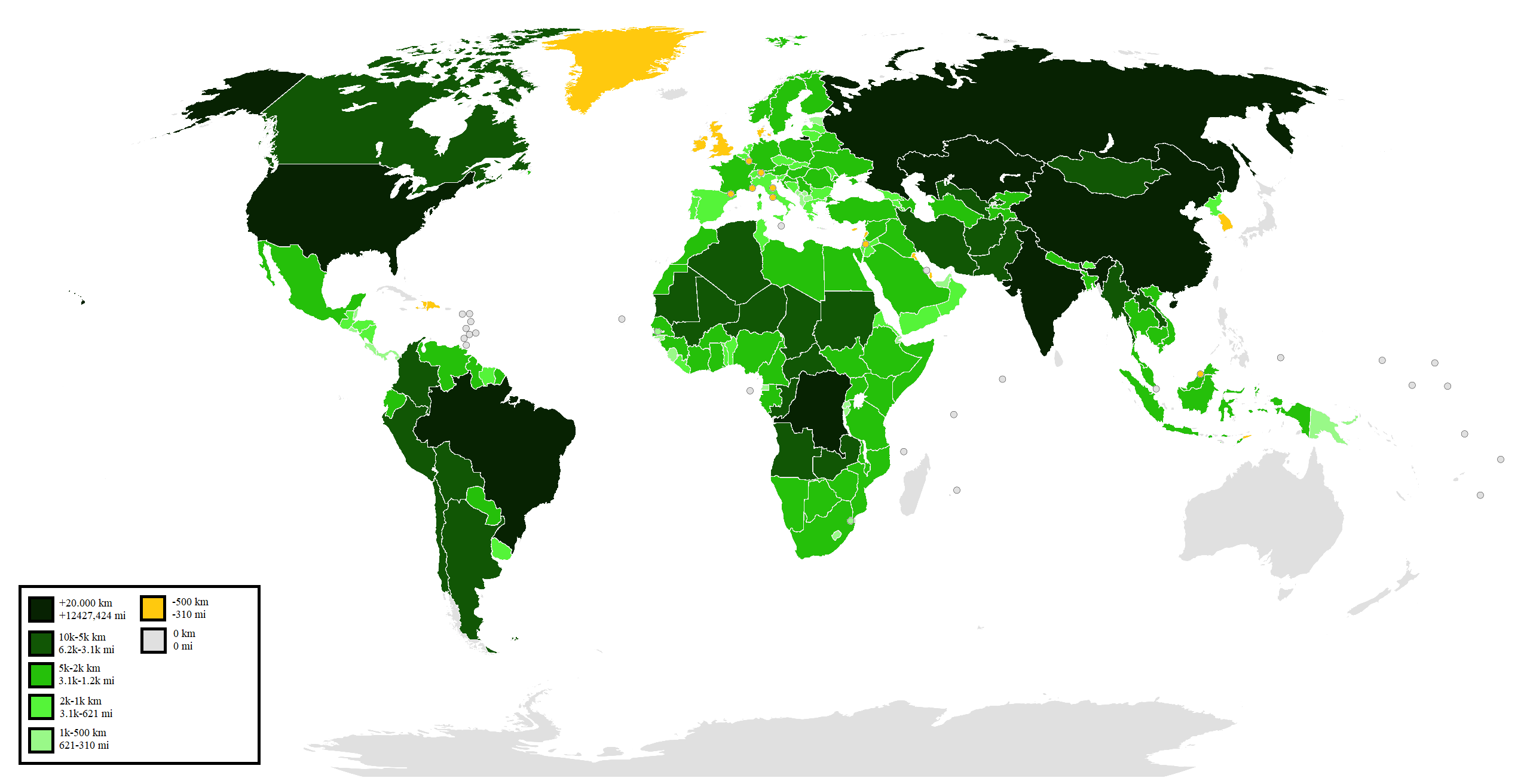
Стра́ны по длине границ (чем темнее заливка, тем бо́льшую длину границ имеет государство).
Пурпурным залиты страны, не имеющие ни одной сухопутной границы, и Антарктида.

## Искусственные пограничные переходы
Несколько стран мира соединены друг с другом только искусственными сооружениями, такими как мосты, дамбы или тоннели, то есть не имеют между собой сухопутной границы в точном значении этого понятия. Наиболее яркие примеры:
- Великобритания и Франция соединены Евротоннелем длиной 50,46 км.
- Дания и Швеция соединены Эресуннским мостом-тоннелем длиной 7845 м (мост) плюс 4050 м (тоннель).
- Бахрейн и Саудовская Аравия соединены комплексом мостов и плотин под названием «Мост короля Фахда» длиной 25 км.
- Сингапур и Малайзия соединены мостами Johor–Singapore Causeway[англ.] (1056 м) и Malaysia–Singapore Second Link[англ.] (1920 м).
- Гонконг и Макао соединены мостом «Гонконг — Чжухай — Макао» длиной 55 км.
- Ботсвана и Замбия соединены мостом «Казунгула[англ.]» длиной 923 м.